# 小圖里亞
48°57′13″N 23°58′7″E / 48.95361°N 23.96861°E
小圖里亞（烏克蘭語：Мала Тур'я），是烏克蘭西部的村莊，隸屬伊萬諾-弗蘭科夫斯克州的卡盧什區。該村始建於1475年，面積9.16平方公里，2001年該村落人口1,682。